# Akemi Yokoyama
María Akemi Yokoyama Carreón (Acapulco, Guerrero, México, 28 de octubre de 1999), conocida como Akemi Yokoyama, es una futbolista mexicana de ascendencia japonesa. Juega como defensa en el Cruz Azul Femenil de la Primera División Femenil de México.

## Clubes
| Club          | País   | Año       |
| ------------- | ------ | --------- |
| Tigres UANL   | México | 2017-2021 |
| UNAM          | México | 2021-2022 |
| Santos Laguna | México | 2023-2023 |

## Palmarés

### Títulos nacionales
| Título          | Club                      | País   | Año      |
| --------------- | ------------------------- | ------ | -------- |
| Liga MX Femenil | Tigres de la UANL Femenil | México | Cl. 2018 |
| Liga MX Femenil | Tigres de la UANL Femenil | México | Cl. 2019 |
| Liga MX Femenil | Tigres de la UANL Femenil | México | 2020     |
| Liga MX Femenil | Tigres de la UANL Femenil | México | Cl. 2021 |